# 못말리는 알리
못말리는 알리(Ali G Indahouse)는 영국에서 제작된 마크 미로드 감독의 2002년 코미디 영화이다. 사샤 바론 코헨 등이 주연으로 출연하였고 팀 베번 등이 제작에 참여하였다.

## 출연

### 주연
- 사샤 바론 코헨

### 조연
- 에밀리오 리베라
- 찰스 댄스
- 켈리 브라이트
- 마틴 프리먼
- 마이클 갬본
- 로나 미트라
- 바바라 뉴
- 지나 라 피아나

## 제작진
- Line PD: 메이리 벳
- 미술: 그렌빌 호너
- 의상: 애니 하딩
- 배역: 조라 드호터
- 배역: 루신다 사이슨